# Gauja (reka)
Reka Gauja (estonsko Koiva jõgi, nemško Livländische Aa) je reka v latvijski regiji Vidzeme. Je edina velika reka Latvije, ki začne in konča svoj tok v Latviji. Njena dolžina je 460 km, od tega 1/5 ali 93,5 km v narodnem parku Gauja. V tem delu reka Gauja teče skozi prostorno starodavno dolino Gauja, ki je široka od 1 do 2,5 km, največja globina v bližini Sigulde pa je 85 m. Tako je Gauja najdaljša reka Latvije, če upoštevamo le tok na ozemlju te države. Zahodna Dvina (Daugava) teče po Latviji le zadnjih 367 km, celotna reka pa je dolga več kot 1000 km. Kamnine peščenjaka na bregovih Gauje in sosednjih rek so se začeli oblikovati pred 370 do 300 milijoni let v devonskem obdobju.

## Potek
Gauja s približno 452 kilometri preteče najdaljšo razdaljo na latvijskem ozemlju in je opevana v mnogih pesmih.
V preteklosti je jezero Alauksts veljalo za izvor Gauje. Zaradi zniževanja vodostaja v tem jezeru pa je reka Ežupītis, ki izvira na Elkas kalnih, bogatejša z vodo kot Gauja iz jezera Alauksts.
Gauja teče skozi več jezer blizu izvira. Reka teče v širokem loku okoli Livonskega višavja, nekaj kilometrov tvori mejo med Latvijo in Estonijo, nato pa zavije v jugozahodno smer. Po vplivu Abulov nad dolino Valmieras postane globlja. Reka teče v peščeni strugi skozi Gaujin narodni park in se izliva v Riški zaliv pri Carnikavi.
Turistične znamenitosti so skalne formacije na bregovih in številne jame. Priljubljeni so tudi izleti z ladjo.
Peskokopi so včasih nevarni za ribiče in kopalce.

### Največji pritoki
leva stran:
- Vija (60 km),
- Abuls (52 km),
- Ravna (50 km),
- Amata (67 km),

desna stran:
- Tirza (80 km),
- Mustjõgi (84 km),
- Brasla (70 km)

## Zgodovina
Pred 13. stoletjem je bila reka Gauja trgovska pot in mejna reka med livonsko in latgalsko deželo. Na nekaterih ozemljih so nekoč živeli mešano. Ko so bili ob reki Gauji in morju še prisotni livonski jeziki, se je imenovala Koivo (reka sveta). V latvijščini je ime reke Gauja včasih pomenilo 'velika količina', 'množica', zato so jo imenovali velika reka. Livonci so med severno vojno in po kugi v 18. stoletju močno trpeli. To je bilo obdobje, ko so se preostali Livonci asimilirali z Latvijci.

## Danes
Reka Gauja po navadi hitro spremeni svoje strugo. Zato si je pridobila sloves prevaranta. Struga reke je narejena iz peščenih in gramoznih nanosov, ki se gibljejo skupaj s tokom. Postelja je ponekod prodnata in tako tvori impresivne balvanske brzice: Kazu, Raiskuma, Rakšu in Ķūķu. Dno reke v Gaujinem narodnem parku je široko od 60 do 120 metrov s hitro spreminjajočo se globino od 0,3 m do 7 m. Padec je 0,5 m / km. Hitrost pretoka med nizko vodo je 0,2 do 0,4 m / s, v času izvirske vode pa 2 do 3 m / s. Zaradi nihanj vodostaja, trenutne hitrosti in posebnih značilnosti toka je reka Gauja označena kot precej neenakomeren vodotok.
Običajno reka Gauja zamrzne sredi decembra, led pa se začne premikati konec marca. V toplih zimah reka ne zmrzne. V reko Gauja teče veliko podzemne vode. Zato ima nižjo temperaturo vode kot druge velike reke v Latviji.